# Андская утка
А́ндская у́тка, или ручьевая утка, или андская шпо́рцевая утка (лат. Merganetta armata), — вид водоплавающих птиц из семейства утиных; единственный представитель рода андских уток (Merganetta). Она довольно часто встречается в Чили и Аргентине, но о её численности мало что известно.

## Внешний вид
Андская утка может достигать в длину 43—46 см и весить 315—440 грамм. Андская утка обладает отличительной особенностью —длинными перьями на хвосте.
Оперение взрослых особей в зависимости от подвида сильно варьируется, все разновидности имеют в общем одинаковое белое оперение головы и изогнутую чёрную линию вдоль головы и шеи. Оперение на теле всегда тёмное, при этом некоторые подвиды частично коричневые.
Самцы всех трёх подвидов обладают красным клювом. Самки немного меньше, у них чёрная голова и темно-красновато-коричневые перья хвоста. Оперение молодых птиц серое на спине и белое на живота.

## Образ жизни
Андские утки строят гнезда в пещерах, между скал и в высокой траве. Оно состоит в основном из сухой травы.
Как правило, андские утки откладывают по 3—4 яйца. Инкубационный период 43—44 дней. Птенцы полосатые или пятнистые черно-белого цвета.

## Распространение
Андские утки живут в Южной Америке от Венесуэлы до Чили и Аргентины. Они любят бурные горные потоки, защищающие их территорий вдоль этих вод. Андские утки летают, как правило, на большой высоте, около 1200-4500 метров.

## Жизнь в неволе
Андские утки очень редко находятся в неволе. Кроме того, до сих пор не удалось продержать в неволе этот вид в течение длительного времени. Самой большой проблемой является высокая уязвимость этих уток от внутренних паразитов, инфекций и грибковых заболеваний. Утки также так ведут себя агрессивно в отношении друг друга.

## Классификация
Различают 6 подвидов:
- M. a. colombiana — западная Венесуэла, северная Колумбия, до центрального Эквадора;
- M. a. leucogenis — северное Перу;
- M. a. turneri — южное Перу, северное Чили;
- M. a. garleppi — северная Боливия;
- M. a. berlepschi — южная Боливия, северо-западная Аргентина;
- M. a. armata — западная Аргентина, Чили.

## Галерея

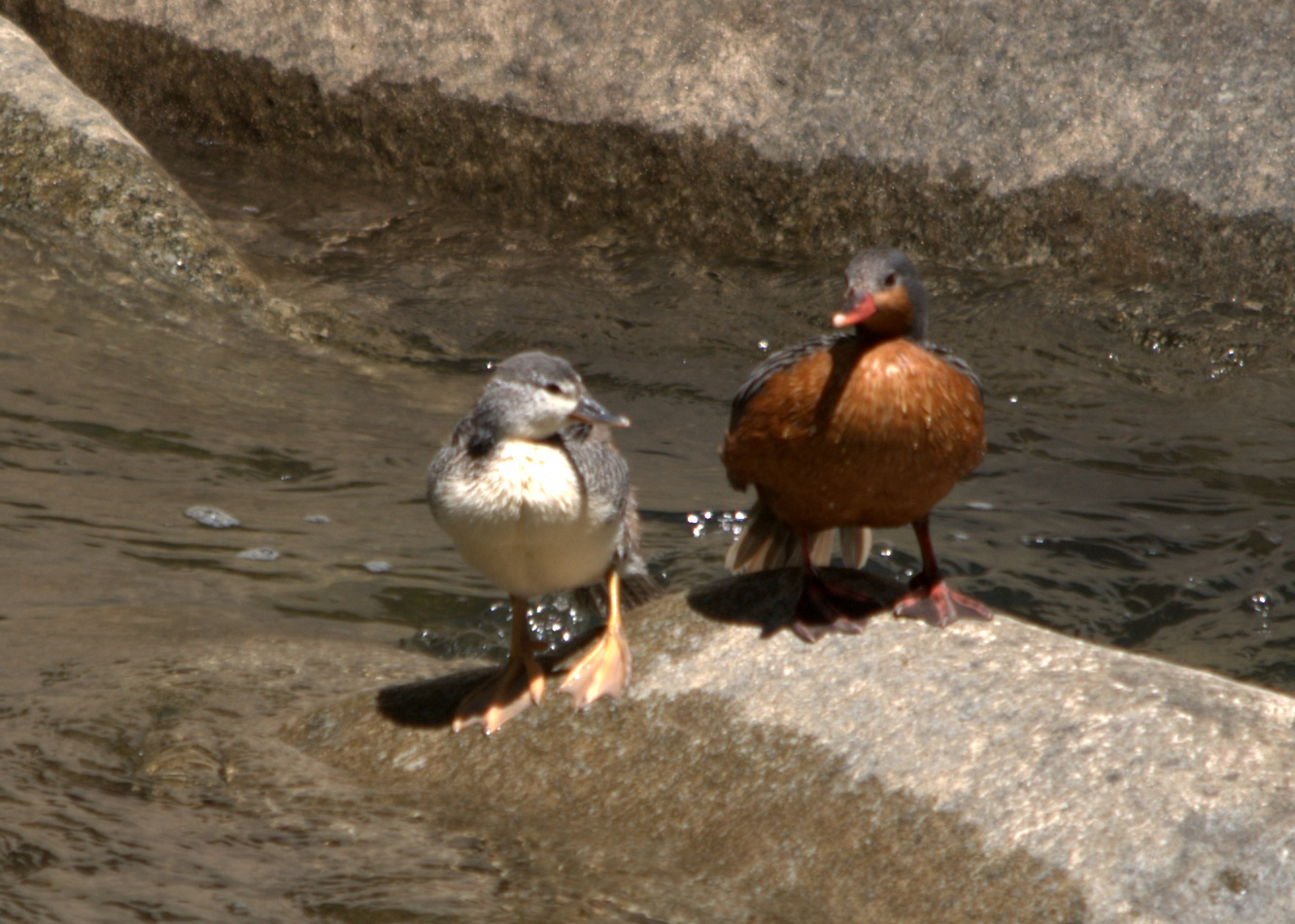
Самец и самка
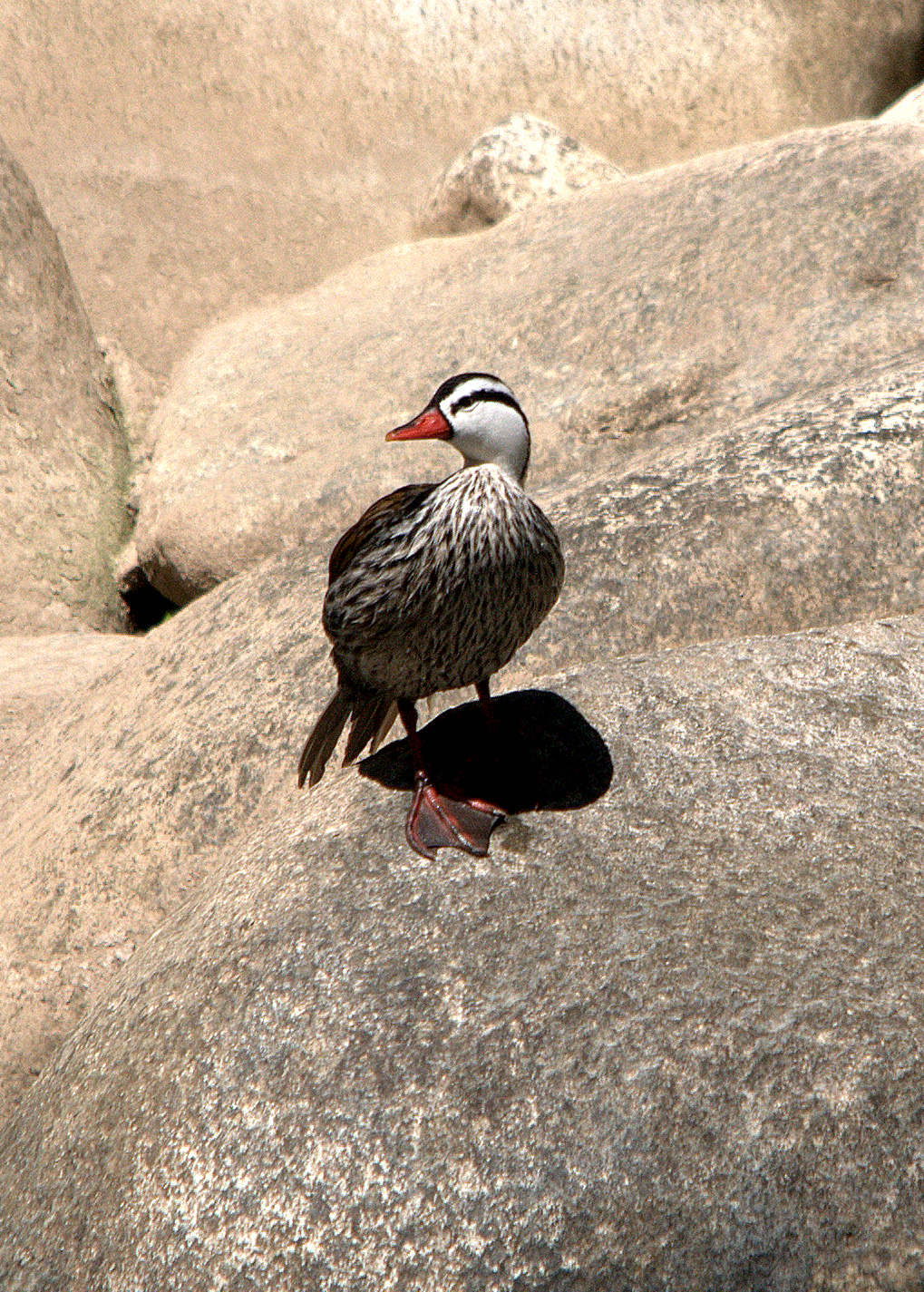
Самец
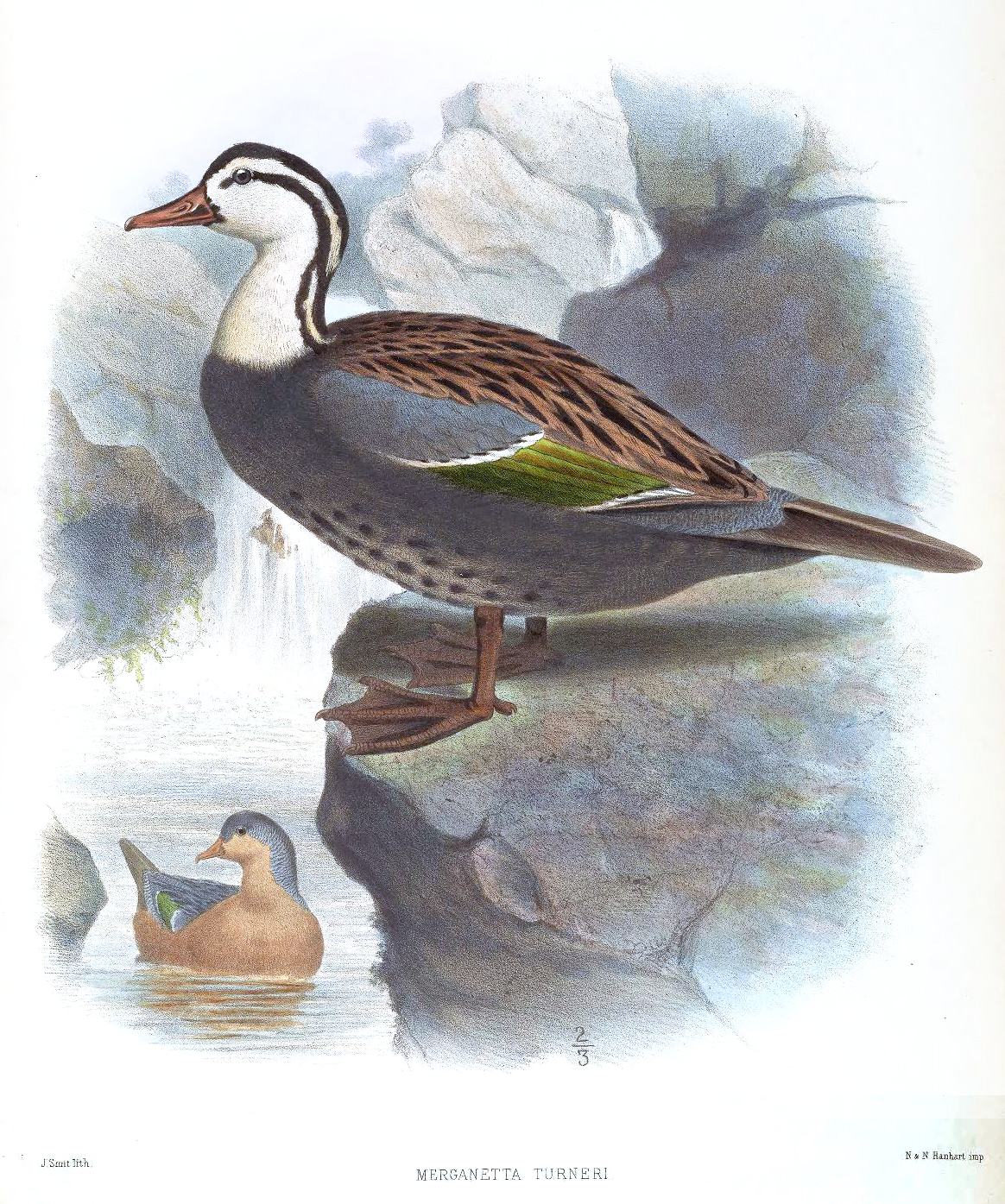
Иллюстрация
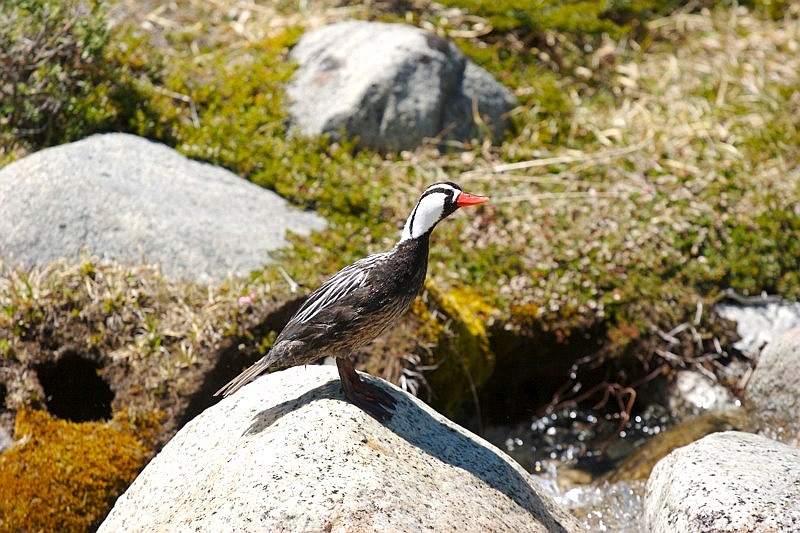
Самец стоит на камне
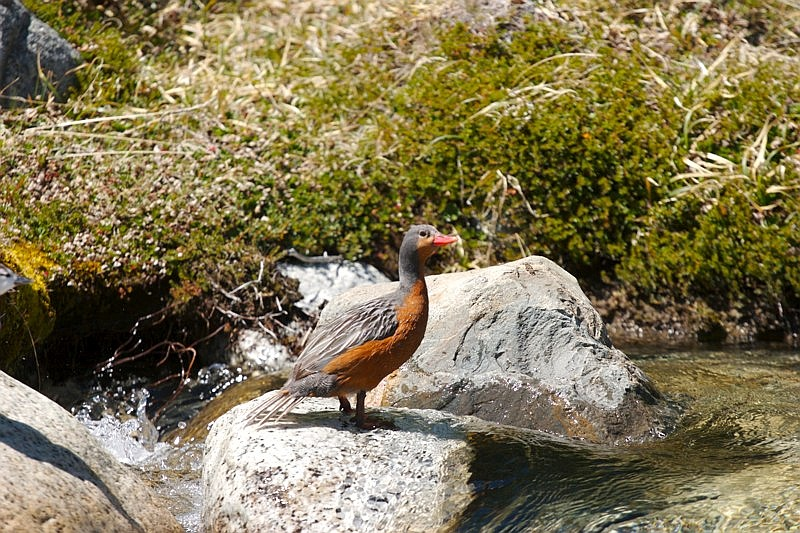
Самка стоит на камне